# SMS Leopard
Az SMS Leopard az Osztrák–Magyar Monarchia Panther-osztályú torpedócirkálója volt az első világháborúban. Testvérhajója az SMS Panther és az SMS Lacroma (ex-Tiger) volt.

## Pályafutása
1885 januárjában megkezdték az építését. Szeptember 8-án I. Ferenc József császár jóváhagyta a nevét. Szeptember 10-én vízrebocsátották. 1886. március 8-án próbautat hajtott végre. Március 31-én a Császári és Királyi Haditengerészet átvette. Április 2-án a Tyne folyón Newcastle-ból North Shieldsbe vontatták. Április 9-én elindult North Shieldsből. Május 4-én leszerelték, és az 1-es kategóriájú Tartalékba helyezték. Beépítették a tüzérségét és a torpedóvető csöveket, majd szolgálatba állt a Nyári Hajóraj 2. Divíziójába. 1888. június 25-én egy a Curzola-csatornában tartott gyakorlaton a Planchetta Foknál zátonyra futott. Június 27-én a Prinz Eugen és a Pola segítségével leszabadult. Parancsnokát 30 napi szobafogságra ítélték. Július 2-án befutott Polába és dokkba állt. Július 4-én leszerelték és elkezdték javítását. 1889-től tartalékállományban volt. 1891-ben a 4,7 cm-es szórólövegek helyett 4,7 cm/L44-es gyorstüzelő lövegeket kapott.
1895-ben a 12 cm/35-ös lövegeit lecserélték 12 cm/L35-ös gyorstöltő Krupp lövegekre, megnövelték az elülső gyorstüzelők lőréseit. 1900-ban a Torpedóflottilla kötelékébe tartozott. Az oldal torpedótermekből kadétkörleteket alakítottak ki, míg a korábbi körletet kórházként hasznosították. 1905. január 13-ától Triesztben állomásozott. Több utat tett meg Mária Jozefa főhercegnével a fedélzetén. Csökkentett intenzitású harci gyakorlatokat hajtott végre a Nyári Hajórajjal. 1906-ban Triesztben állomásozott. Csökkentett intenzitású harci gyakorlatokat hajtott végre a Nyári Hajórajjal. 1907-ben Triesztben állomásozott. Az Admiralitás típusú horgonyait Skoda gyártmányú Tyszak horgonyokra cserélték. Kiszerelték az orr torpedóvető csövét.
1910-ben tartalékállományba került, és további változtatásokat hajtottak végre rajta. 1914. február 14.–május 15 között a Torpedó Iskola kiképzőhajója volt. Augusztus 1-jétől a Fasana-csatornában teljesített szolgálatot, mint őrhajó. 1915-től őrhajóként ténykedett a Fasana-csatornában egészen a háború végéig. 1920-ban Nagy Britannia kapta meg, de eladta egy messinai olasz cégnek lebontásra.

## Külső hivatkozások
- Az SMS Leopard a Naval History honlapján (angolul)